# (363401) 2003 LB7
(363401) 2003 LB7, também escrito como (363401) 2003 LB7, é um objeto transnetuniano (TNO) que está localizado no cinturão de Kuiper, uma região do Sistema Solar. Este objeto é classificado com um cubewano. O mesmo tem um diâmetro com cerca de 201 km, por isso existem poucas chances que possa ser classificado como um planeta anão, devido ao seu tamanho relativamente pequeno.

## Órbita
A órbita de (363401) 2003 LB7 tem uma excentricidade de 0.131, e possui um semieixo maior de 45.523 UA.